# Indus
Indus (tibetsky སེང་གེ་ཁ་འབབ, wylie Seng-ge kha-'abb, Sênggê Zangbo (Lví řeka), čínsky v českém přepisu Jin-tu-che, pchin-jinem Yìndù Hé, znaky 印度河, urdsky دریائے سندھ‎ [Daryā-e Sindhu], paňdžábsky ਸਿੰਧ ਦਰਿਆ [Siñdhū] nebo سندھ [Sindhu], paštunsky اباسين‎ [Ābāsinn], sindhsky سنڌوندي‎ [Sindhū], v sanskrtu सिन्धूनदी [Sindhūnadī], hindsky सिन्धु नदी [Sindhu nadī], persky سند‎ [Sind], řecky Ινδός [Indos]) je nejvýznamnější řeka v Pákistánu. Protéká Tibetskou autonomní oblastí v ČLR, Ladakem v indickém státě Džammú a Kašmír přes pákistánskou část Kašmíru Gilgit-Baltistán a provincie Chajbar Paštúnchwá, Paňdžáb a Sindh. Řeka dala jméno dnešní Indii (přes řecké Sinthos a latinské Sindus). Před rozdělením Britské Indie na Pákistán a Indii v roce 1947 byla po Ganze druhou nejvýznamnější řekou této britské kolonie – z hlediska geografického, kulturního i obchodního. Je 3 180 km dlouhá. Povodí má rozlohu 980 000 km².

## Průběh toku

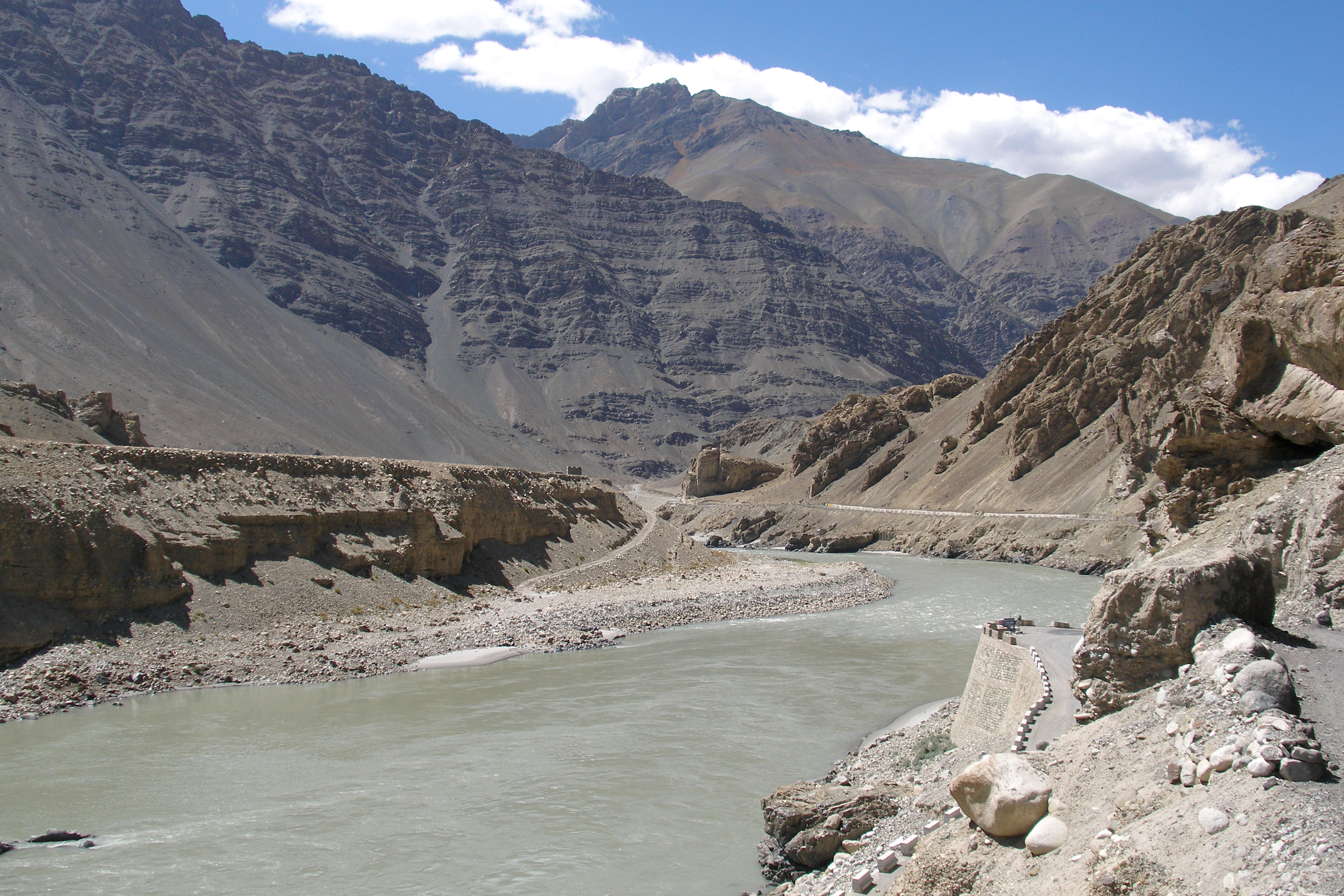
Horní tok řeky v pohoří Ladak

Indus pramení v Transhimálaji nedaleko od posvátné hory Kailás (asi 12 km severozápadním směrem) v nadmořské výšce 5 600 m. Tibeťané této řece říkají Sênggê Zangbo. Pod názvem Sindhu je znám až na indicko-pákistánském území, nicméně v západní literatuře je právě Sênggê Zangbo ztotožňována s Indem. Krátce po soutoku s Garem řeka vstupuje do Kašmíru, resp. Ladaku, protéká severozápadním směrem dnem hluboké tektonické doliny a vytváří zde mnohé skalní soutěsky a kaňony. Nejdivočejší z nich je 20 km dlouhý kaňon Rondu v Baltistánu. Pod ústím Gilgitu se řeka obrací na jihozápad a západně od Nanga Parbatu odděluje západní Himálaj od pohoří Karákóram a Hindúkuš. Na středním toku protéká pahorkatinou a přijímá velký přítok Kábul, který se Indu téměř vyrovná vodnatostí. Níže řeka protéká Kalabagskou soutěskou mezi výběžky Sulejmanových hor a Solného hřbetu. Poté vtéká do Indoganžské nížiny. Teče jižním směrem po dně široké doliny téměř po celé délce Pákistánu planinami Paňdžábu a Sindhu, kde se jeho tok zpomaluje a rozlévá na řadu ramen a průtoků. Pod posledním velkým přítokem řekou Paňdžáb šířka koryta vzrůstá ze 400 až 500 m na 1 až 2 km. V době záplav dosahuje 5 až 7 km a u města Deraismailchán 20 až 22 km. Koryto je obklopeno hrázemi, které chrání okolní území před povodněmi. Na dolním toku řeka protíná západní okraj pouště Thár. Pod Hajdarábádem začíná zhruba 8 000 km² rozlehlá nesplavná říční delta, ve které se řeka dělí na 11 základních ramen. Ústí jihovýchodně od Karáčí do Arabského moře.

### Přítoky
- P Šajók
- P Šigar
- P Gilgit
- P Kábul
- L Sóán
- P Kurram
- L Pandžnad (Satladž)

## Vodní stav
V horách jsou zdrojem vody především tající sníh a ledovce, zatímco ve zbývající části povodí jsou to monzunové deště. Vysoký vodní stav je po celé jaro a léto od března do září. Hladina stoupá o 10 až 15 m na horním toku a o 5 až 7 m na dolním toku. Průměrný průtok u Hajdarábádu činí 3 850 m³/s. V nejvodnatějších letech byly zaznamenány průtoky až 30 000 m³/s. V suchých obdobích někdy na dolním toku zcela vysychá. Každoročně řeka přinese 450 Mt nánosů. Indus je jedna z mála řek, na které vzniká přílivová vlna (slapová, ne tzv. tsunami).

## Využití
V povodí Indu je zavlažováno 110 000 km² převážně v Paňdžábu a v deltě. Bylo vybudováno 14 nevelkých přehrad, z nichž Sukkurská přehrada u města Sukkur s pomocí podpůrných systémů zavlažuje přibližně 17 000 km². Celková délka zavlažovacích kanálů je 65 000 km. Za běžného stavu vody je řeka splavná od ústí ke městu Deraismailchán. Menší lodě s malým ponorem plují výše až do města Attok u ústí řeky Kábul.

## Historie osídlení
V údolí řeky vznikla ve starověku významná lidská civilizace s jedněmi z nejstarších sídlišť. Tato civilizace je vedle mezopotámské, egyptské a čínské jedna ze čtyř starověkých civilizací. Významná města v údolí, jako například Harappa a Mohendžodaro, patřila k největším sídlištím starověku období kolem roku 3 000 let př. n. l. Harappská kultura v údolí Indu byla vůbec nejstarší městskou kulturou na území Indie (dnes Pákistánu) s počátky v 2. pol. 4. tis. př. n. l. s hlavními centry v Mohedžodáru (což je teprve soudobý název naleziště) na Indu a v Harappě na řece Ravi. Největšího rozkvětu a slávy dosáhla tato velkolepá města před příchodem Indoevropanů. Města Mohendžodáro a Harappa vzdálená 600 km, avšak propojená řekou, dosáhla na přelomu 3. a 2. tis. př. n. l. vysoké kulturní úrovně a dodnes obdivovaného urbanistického řešení. Uprostřed rozlehlého návrší (později opevněné citadely) v Mohendžodáru byl velký bazén určený ke kultické očistě, který je dnes možné obdivovat mezi fragmenty půdorysů někdejších budov z pálených cihel. S příchodem Indoevropanů se začíná v oblasti Indu rodit kastovní členění společnosti, přičemž původní obyvatelstvo bylo patrně vytlačeno do nejnižší kasty nedotykatelných (nedotknutelných). Rgvéd podle jedné z badatelských teorií v nejasných narážkách hovoří o hrázích na řece Indus, které snad stavěly původní obyvatelé měst harappské kultury před příchodem Árjů, když představuje hromovládce boha Indru jako osvoboditele vod, jenž byly zajaty hrázemi. Také údolí Indu má svůj příběh o potopě světa, kde se role přeživšího ujal praotec lidstva Manu, jemuž malá rybka (snad avatar boha Višnua znamý jako Matsya) napověděla, že svět bude zatopen velkými dešti. Manu přichystal loď a rybku ochránil ve džbánu před většími rybami, později v rybníku. Ryba v rybníku dorostla obří velikosti a když přišla na svět potopa, ryba táhla Manuovo plavidlo k vysoké hoře, kde záplavu přečkali.